# Villa livia
Villa livia är en tvåvingeart som först beskrevs av Osten Sacken 1887.  Villa livia ingår i släktet Villa och familjen svävflugor. Inga underarter finns listade i Catalogue of Life.